# Gerhard Derflinger
Gerhard Derflinger (* 11. Oktober 1936; † 27. Februar 2015) war österreichischer Statistiker und Chemiker.

## Leben
Nach dem Abschluss der Bundesrealschule Wien 16 im Jahre 1954 studierte er Chemie an der Universität Wien. Er promovierte 1964. Während seines Doktoratsstudiums war er auch im Rechenzentrum der Universität Wien sowie am Institut für Höhere Studien Wien beschäftigt. Nach der Promotion arbeitete er dort vollzeit bis 1965. Mit seiner Arbeit zu Datenverarbeitung und mathematische Statistik wurde er 1968 an der Universität Wien habilitiert. Von 1965 bis 1967 war er Assistent am Organisch-Chemischen Institut der Universität Wien, anschließend bis 1968 am Institut für Statistik. 
1961 führte er die ersten quantenmechanischen Berechnungen am Computer in Österreich durch. 1963 ermittelte er für Gustav Lochs (Universität Innsbruck) die ersten 968 Teilnenner des regulären Kettenbruchs von Pi, eingegeben auf 1000 Dezimalstellen. Dazu hatte er auf dem Computer Burroughs Datatron 205 eine Langzahlarithmetik entwickelt. 1963/64 war er Mitglied und Sekretär der von Slawtscho Sagoroff geleiteten Arbeitsgruppe zur Erstellung der ersten Input-Output-Analyse der österreichischen Wirtschaft. Von 1964 bis 1969 beriet er Sandoz, Klinische Forschungsstelle Wien, bei der Planung und statistischen Auswertung von klinischen Versuchen. 1967/68 organisierte und programmierte er mit Hans Lischka (dessen Dissertation aus Theoretischer Chemie er betreute) und Günter Pfeiffer die Computerinskription an der Universität Wien.
1968 wurde er als Professor für Statistik an die neu gegründete Hochschule für Sozial- und Wirtschaftswissenschaften in Linz berufen. Im gleichen Jahr konstituierte er gemeinsam mit Adolf Adam und Hans Knapp die Technisch-Naturwissenschaftliche Fakultät (TNF). Bis 1970 übte er das Amt des Prodekans dieser Fakultät aus, auch war er bis 1971 Leiter des Rechenzentrums der Universität. Daneben war er erster Vorsitzender der Studienkommission Informatik, als die Universität Linz dieses Studium als erste österreichische Universität 1969 einführte. Für die Periode 1970/1971 war er Rektor der Universität Linz, anschließend bis 1972 Prorektor.
Von 1969 bis 1972 war er Baubeauftragter der TNF. Mit den Architekten Helmut Eisendle und Jakob Sabernig arbeitete er an der Planung des Chemieturms (später in TNF-Turm umbenannt). Auch leitete er von 1968 bis 1975 die Abteilung Statistik des Österreichischen Instituts für Arbeitsmarktpolitik an der Hochschule Linz. Wichtigste Aufgabe war die Erstellung von Arbeitsmarktprognosen für das Sozialministerium, darunter eine kurzfristige Prognose mit dem Zielzeitpunkt August 1970. Diese war nicht nur aus sozialpolitischen Gründen wichtig, sondern diente vor allem auch der (ÖVP-Allein-)Regierung als Hilfe bei der Entscheidung, wie viele Gastarbeiter zusätzlich nach Österreich geholt werden sollen, damit das angestrebte Wirtschaftswachstum von jährlich drei Prozent auch erreicht werden kann. Entsprechend dem von Derflingers Mitarbeitern Wulf Böing und Ewald Kutzenberger entwickelten Stichprobenplan wurden die Leiter von mehr als 4000 Betrieben durch Beamte der Arbeitsämter persönlich hinsichtlich ihres zusätzlichen Arbeitskräftebedarfs befragt. Die Hochrechnung erfolgte dann wieder in der Abteilung für Statistik.
1972 wurde Derflinger als Professor für Statistik an die Wirtschaftsuniversität Wien berufen. Er blieb der Universität Linz aber noch bis 1977 als Gastprofessor für Statistik erhalten. Darüber hinaus war er von 1969 bis 1996 Gastprofessor an der Universität Wien für Gruppentheorie in der Chemie. Ende der 1970er Jahre widerlegte er mit den Chemikerinnen Hildegard Keller, Christine Krieger, Elisabeth Langer und Harald Lehner von der Universität Wien die Theorie der Chiralitätsfunktionen von Ruch et al., eine Theorie auf dem Gebiet der Optischen Aktivität, die von der Fachwelt mit Begeisterung aufgenommen worden war.
Mit seiner Arbeit in der Biometrischen Zeitschrift 1968 machte er die Maximum-Likelihood-Faktorenanalyse am Computer rechentechnisch durchführbar, später erreichte er das auch für die Alpha-Faktorenanalyse von Kaiser und Caffrey. 1985 war er Gastforscher bei Henry F. Kaiser an der University of California, Berkeley. Gemeinsam mit Kaiser publizierte er auf dem Gebiet der Mathematischen Psychologie. 
Der von Wolfgang Hörmann und Derflinger 1989/90 entwickelte Gaußverteilungs- bzw. Normalverteilungs-Generator ACR ist beim LHC-Experiment des CERN in Genf implementiert.
Von 1986 bis 1988 und 1992 bis 1996 war Derflinger Vorsitzender der Fachgruppe für Geistes- und Formalwissenschaften der Wirtschaftsuniversität Wien, die damals in vier Fachgruppen gegliedert war. 2005 wurde er emeritiert.
Derflinger ist verwitwet und hat zwei Söhne.

## Ehrungen
- 1985: Universitätspreis der Wiener Wirtschaft
- 1999: Großes Goldenes Ehrenzeichen für Verdienste um die Republik Österreich[4]